# Слуя
Слуя — река в Смоленской области России.
Протекает по территории Новодугинского района. Исток — юго-восточнее деревни Бубны, впадает в реку Вазузу в 122 км от её устья по левому берегу. Длина реки составляет 23 км, площадь водосборного бассейна — 138 км².
Вдоль течения реки расположены населённые пункты Извековского и Высоковского сельских поселений — деревни Извеково, Каменец, Брюхачиха, Марьино и Михалевка.

## Данные водного реестра
По данным государственного водного реестра России относится к Верхневолжскому бассейновому округу, водохозяйственный участок реки — Вазуза от истока до Зубцовского гидроузла, без реки Яуза до Кармановского гидроузла, речной подбассейн реки — Волга до Рыбинского водохранилища. Речной бассейн реки — (Верхняя) Волга до Куйбышевского водохранилища (без бассейна Оки).
По данным геоинформационной системы водохозяйственного районирования территории РФ, подготовленной Федеральным агентством водных ресурсов:
- Код водного объекта в государственном водном реестре — 08010100312110000000930
- Код по гидрологической изученности (ГИ) — 110000093
- Код бассейна — 08.01.01.003
- Номер тома по ГИ — 10
- Выпуск по ГИ — 0

## Притоки
(расстояние от устья)
- 0,4 км: река Езовня (лв)